# الآثار الباليوكريستية والبيزنطية في ثيسالونيكي
لعبت مدينة ثيسالونيكي في مقدونيا، اليونان، على مدى عدة قرون، ثاني أهم مدينة في الإمبراطورية البيزنطية، دورًا مهمًا للمسيحية خلال العصور الوسطى فقد تزينت بمباني رائعة. في عام 1988، تم إدراج خمسة عشر من المعالم الأثرية في ثيسالونيكي ضمن مواقع التراث العالمي لليونسكو:
1. أسوار المدينة (القرنان الرابع / الخامس)
2. بناء القديس جورج (القرن الرابع)
3. كنيسة أشيروبويتوس (القرن الخامس)
4. كنيسة القديس ديميتريوس (القرن السابع)
5. دير لاتومو (القرن السادس)
6. كنيسة القديسة صوفيا (القرن الثامن)
7. كنيسة باناجيا تشالكيون (القرن الحادي عشر)
8. كنيسة القديس بانتيليمون (القرن الرابع عشر)
9. كنيسة الرسل المقدسين (القرن الرابع عشر)
10. كنيسة القديس نيكولاس أورفانوس (القرن الرابع عشر)
11. كنيسة سانت كاترين (القرن الثالث عشر)
12. كنيسة المسيح المخلص (القرن الرابع عشر)
13. دير بلاتاديس (القرن الرابع عشر)
14. كنيسة النبي إيليا (القرن الرابع عشر)
15. حمام سالونيك البيزنطي (القرن الرابع عشر)

## المعرض

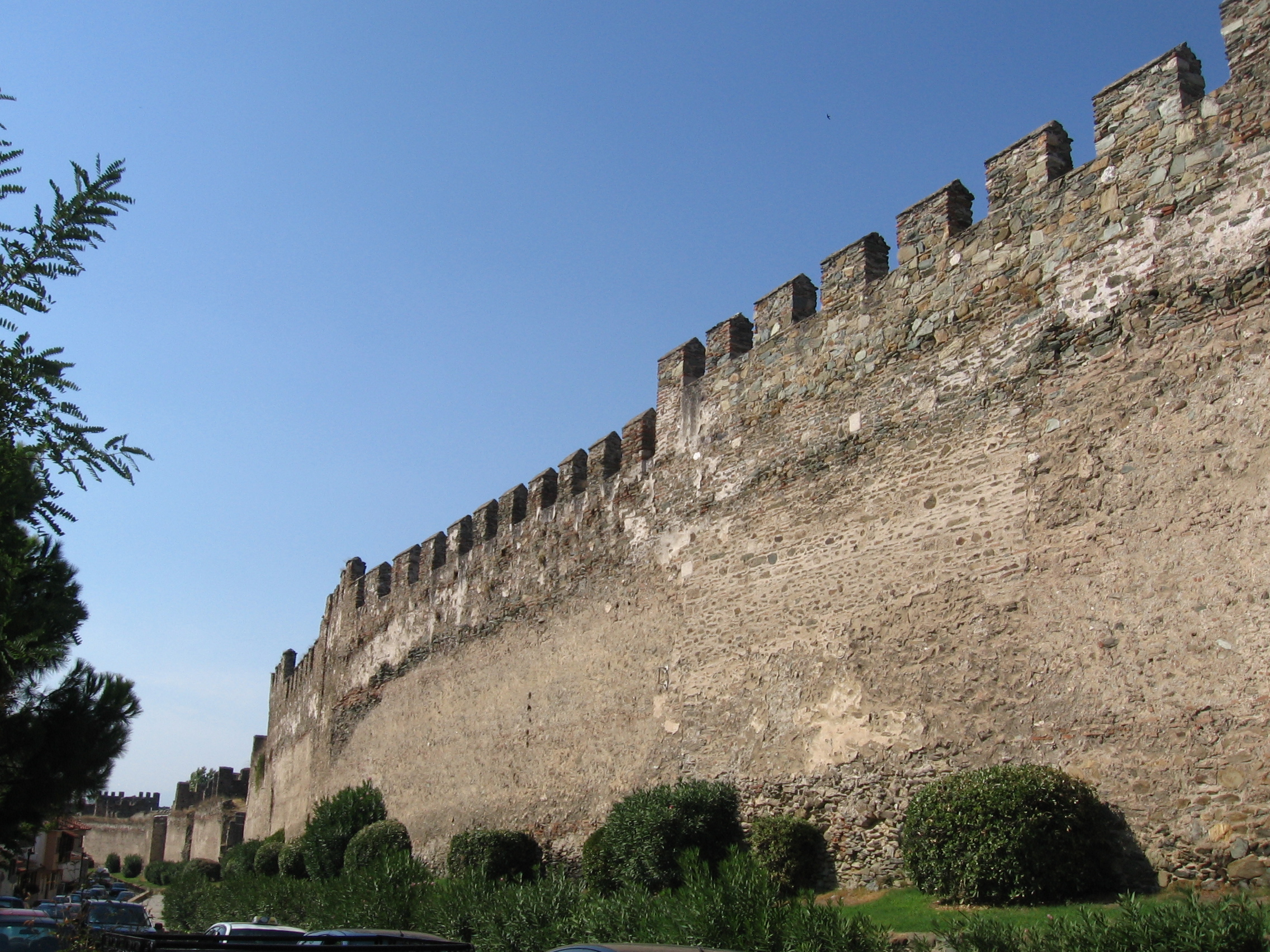
جدران ثيسالونيكي
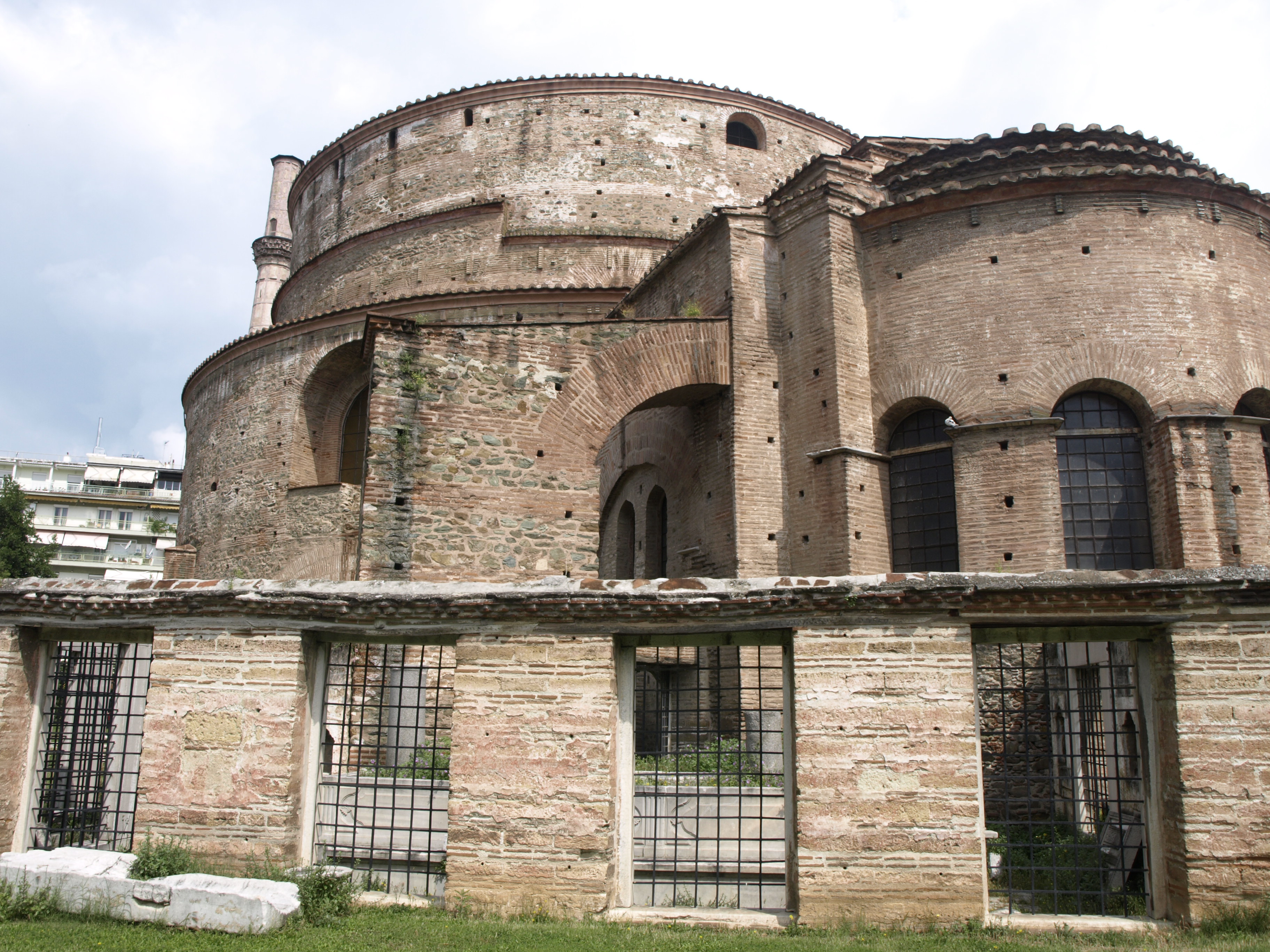
بناء القديس جورج المدور
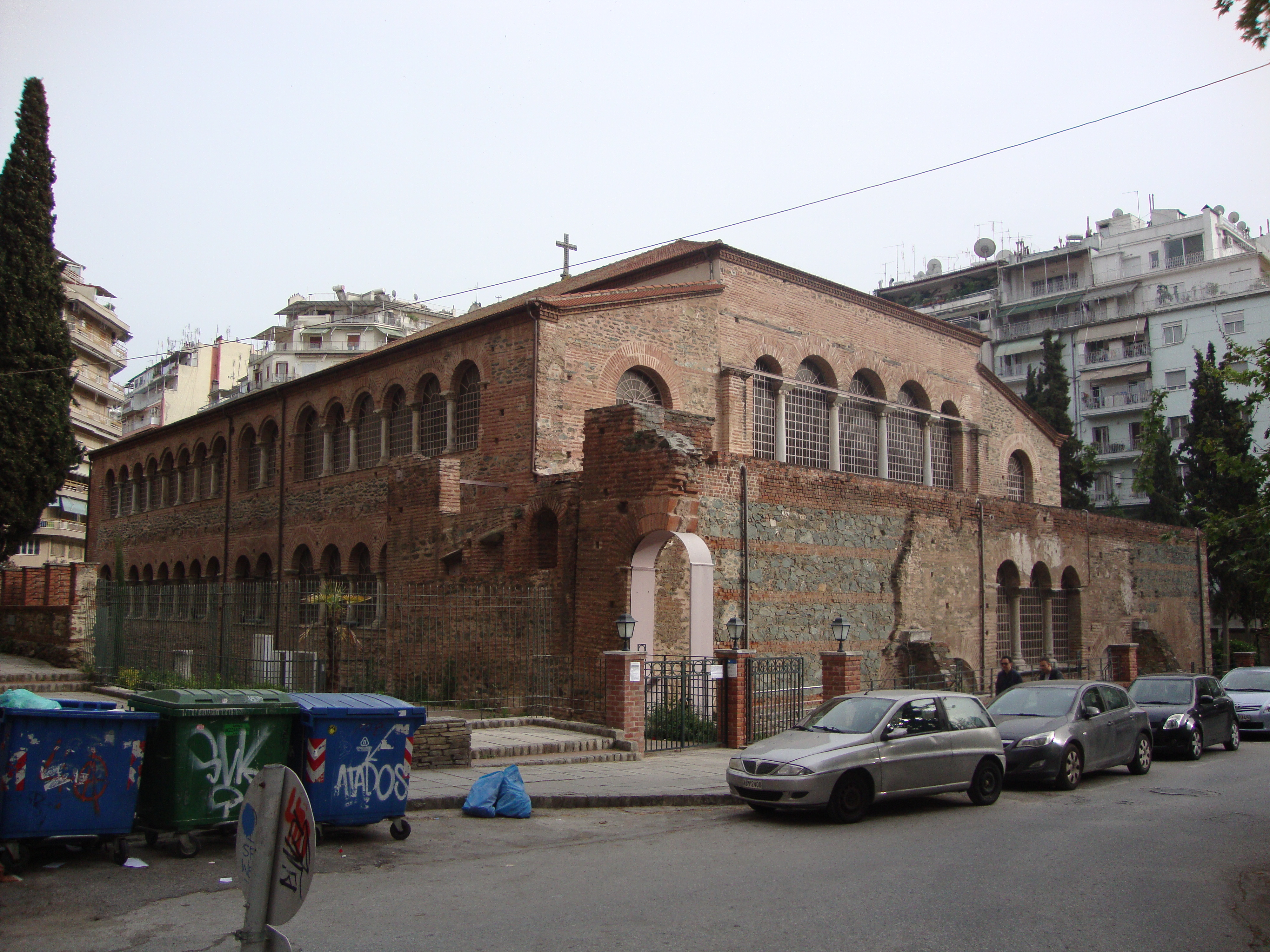
كنيسة Acheiropoietos
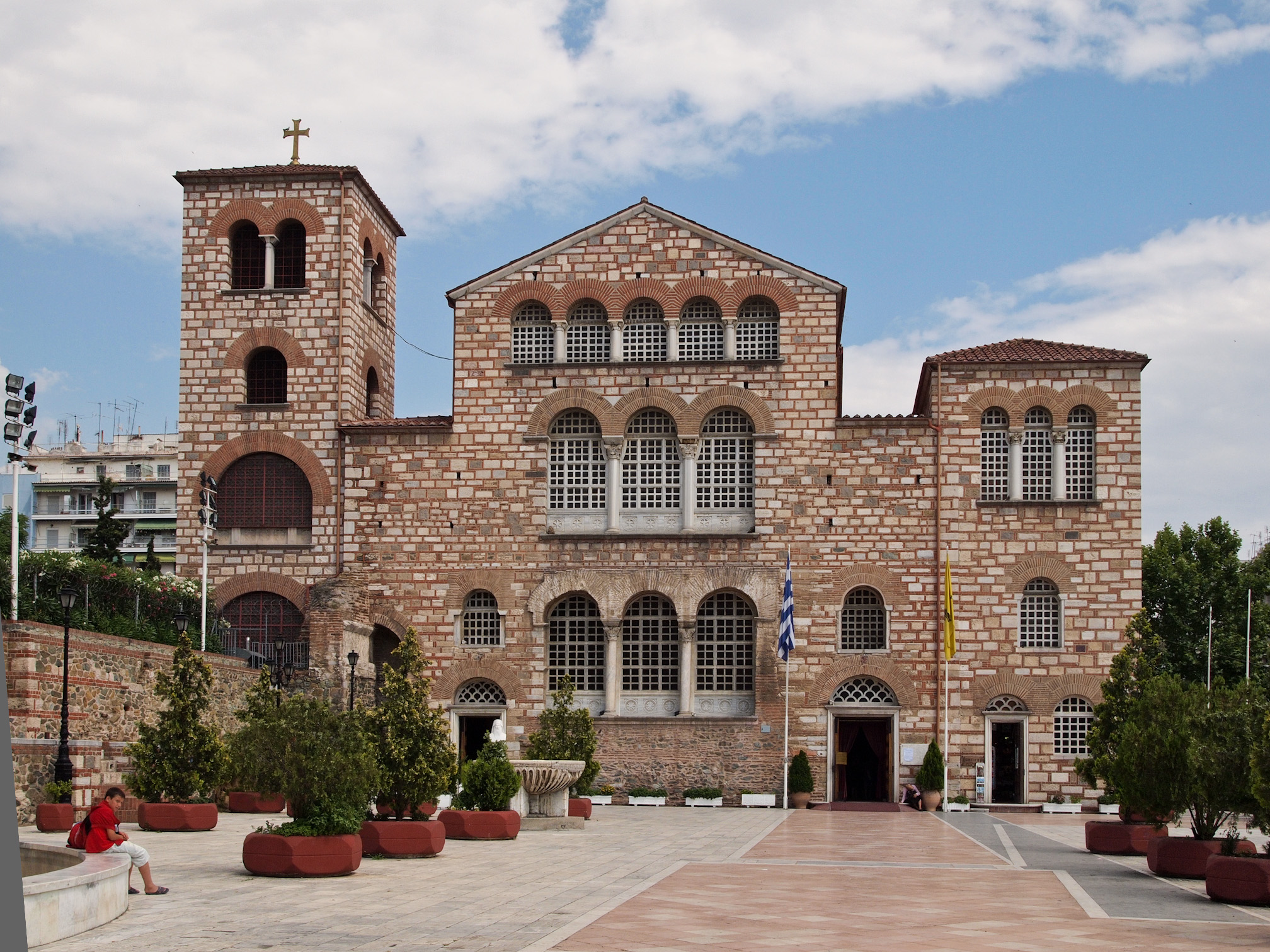
هاجيوس ديميتريوس
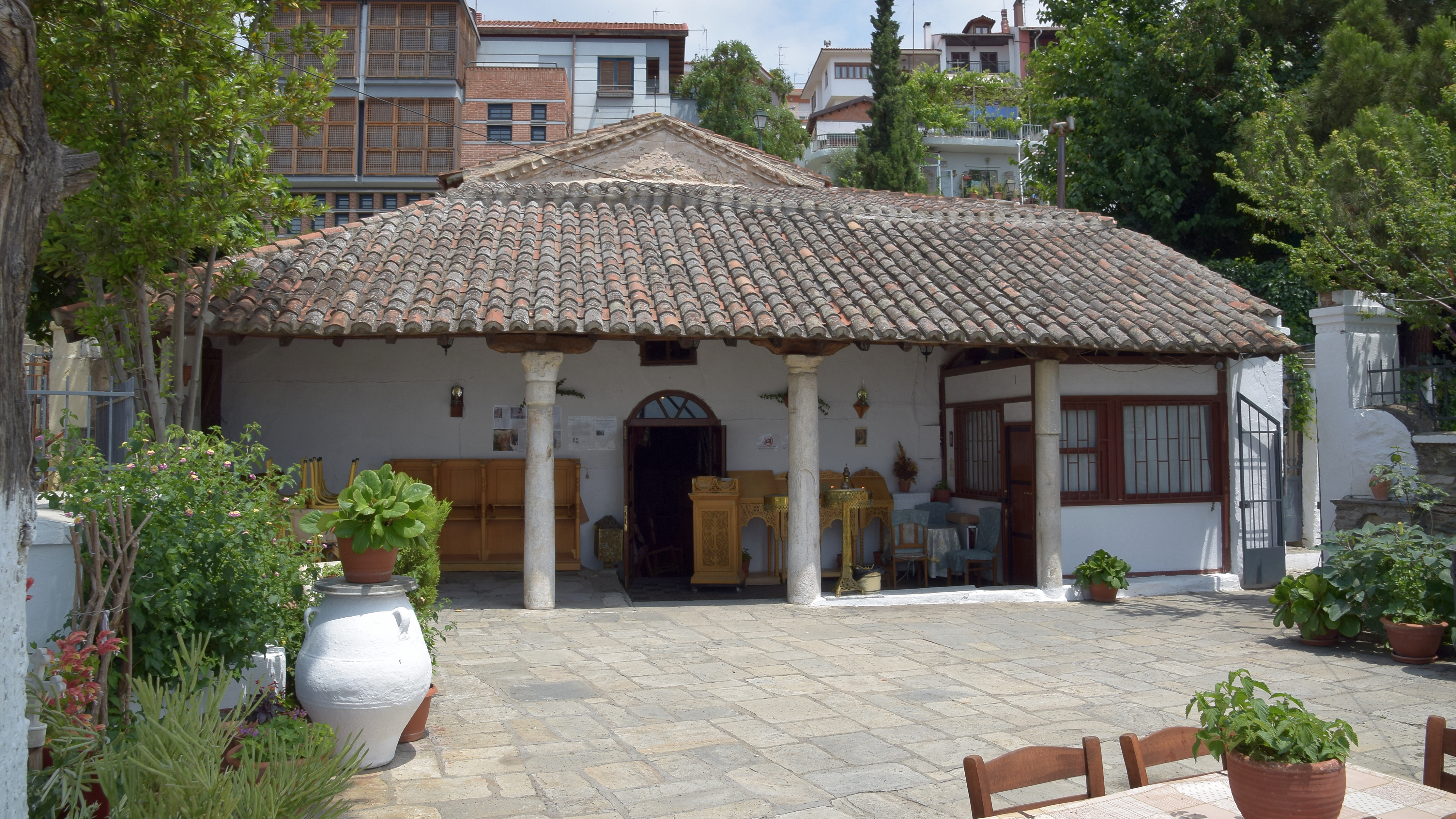
دير لاتومو
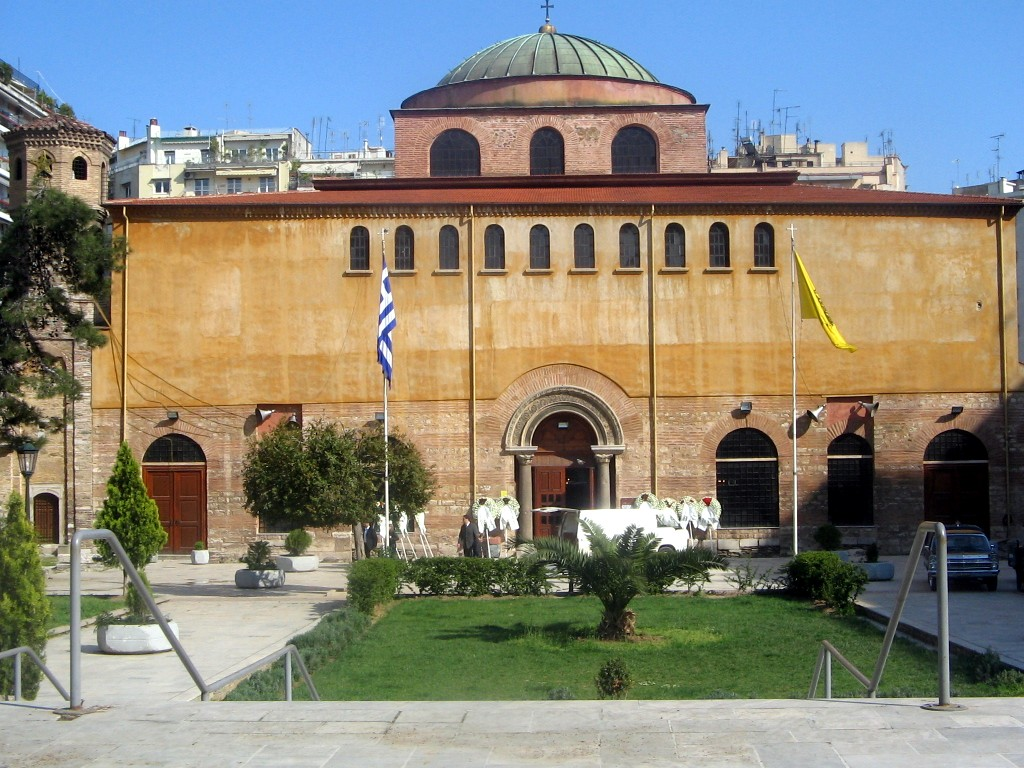
كنيسة آيا صوفيا
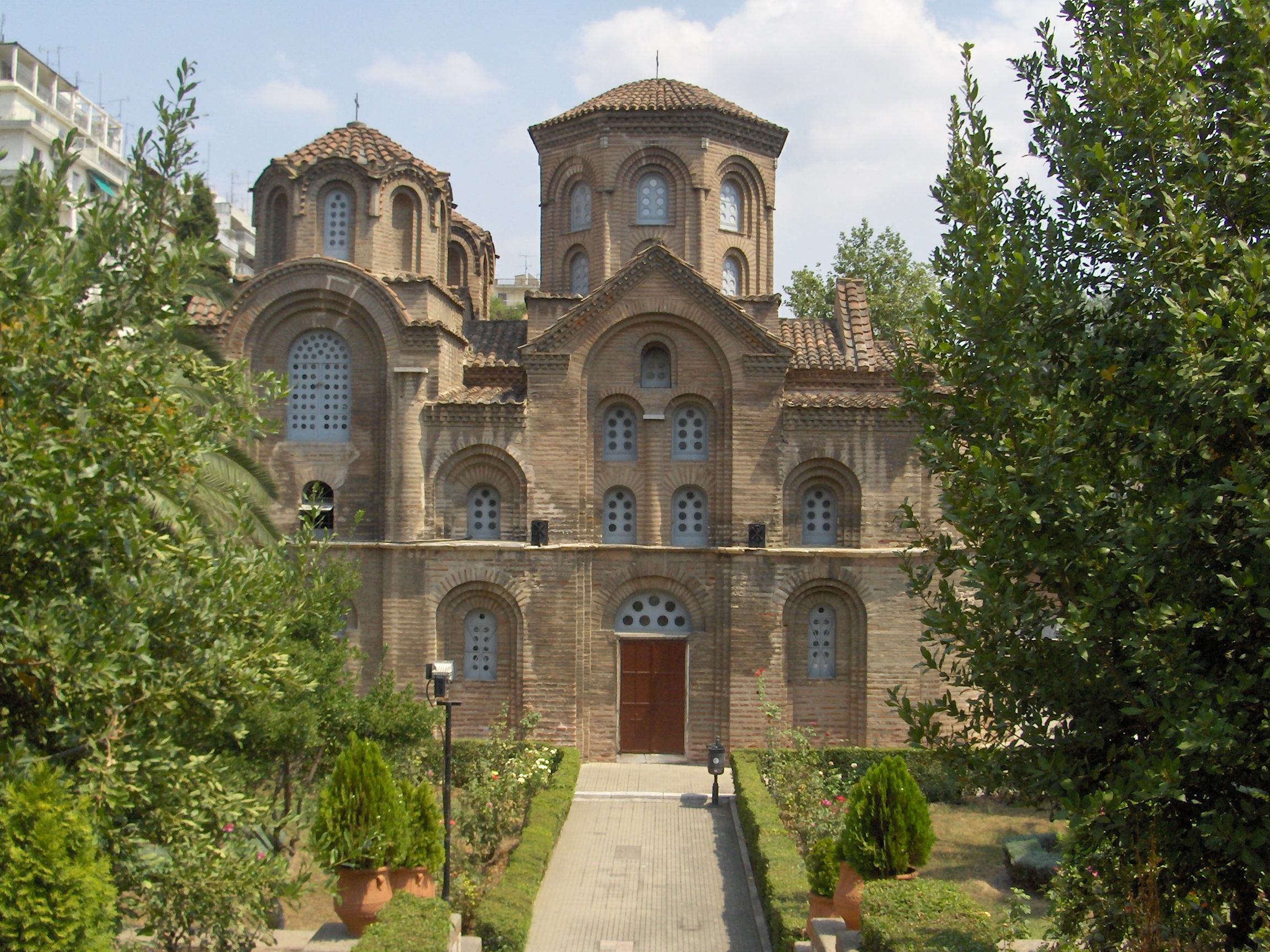
كنيسة باناجيا تشالكيون
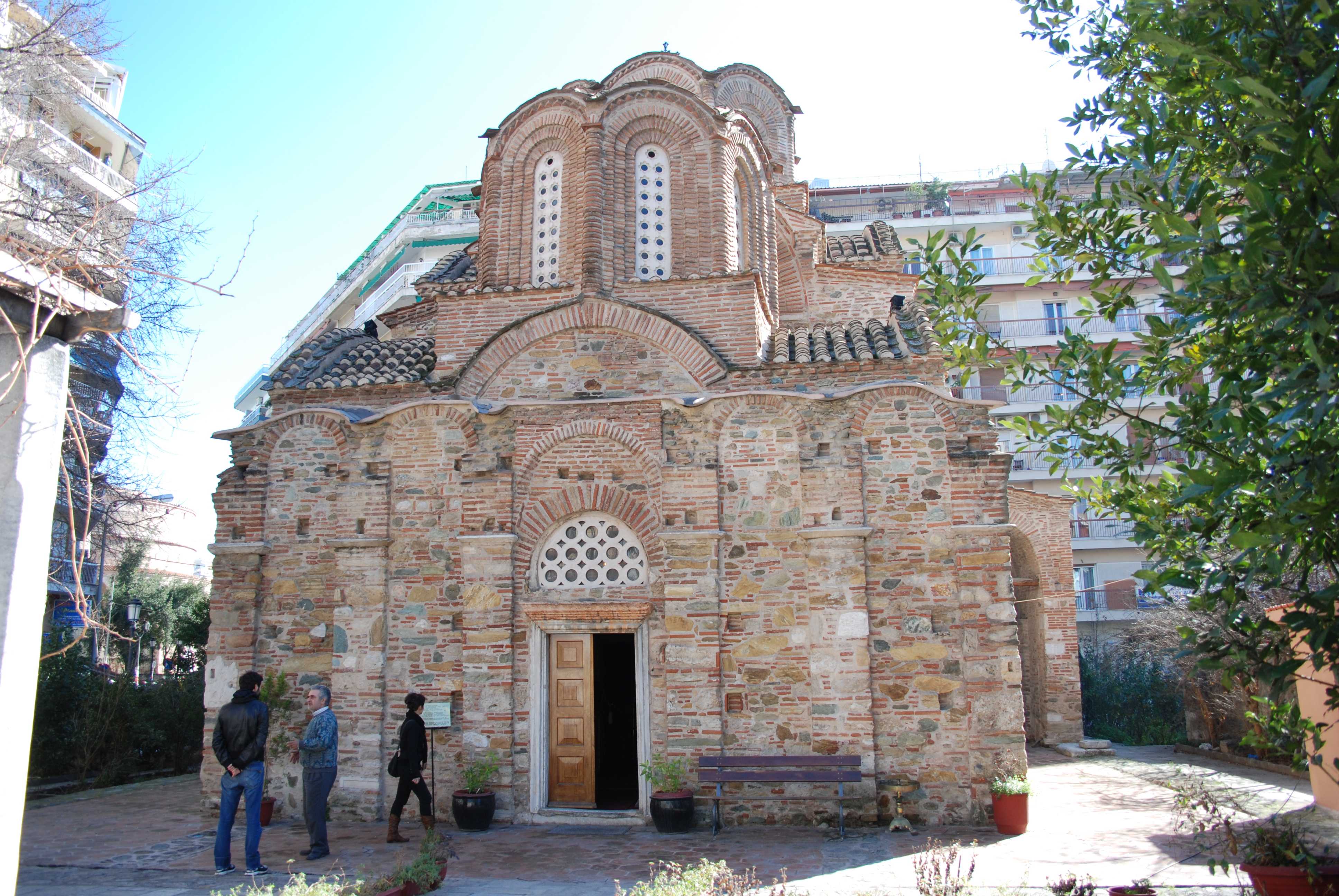
كنيسة القديس بانتيليمون
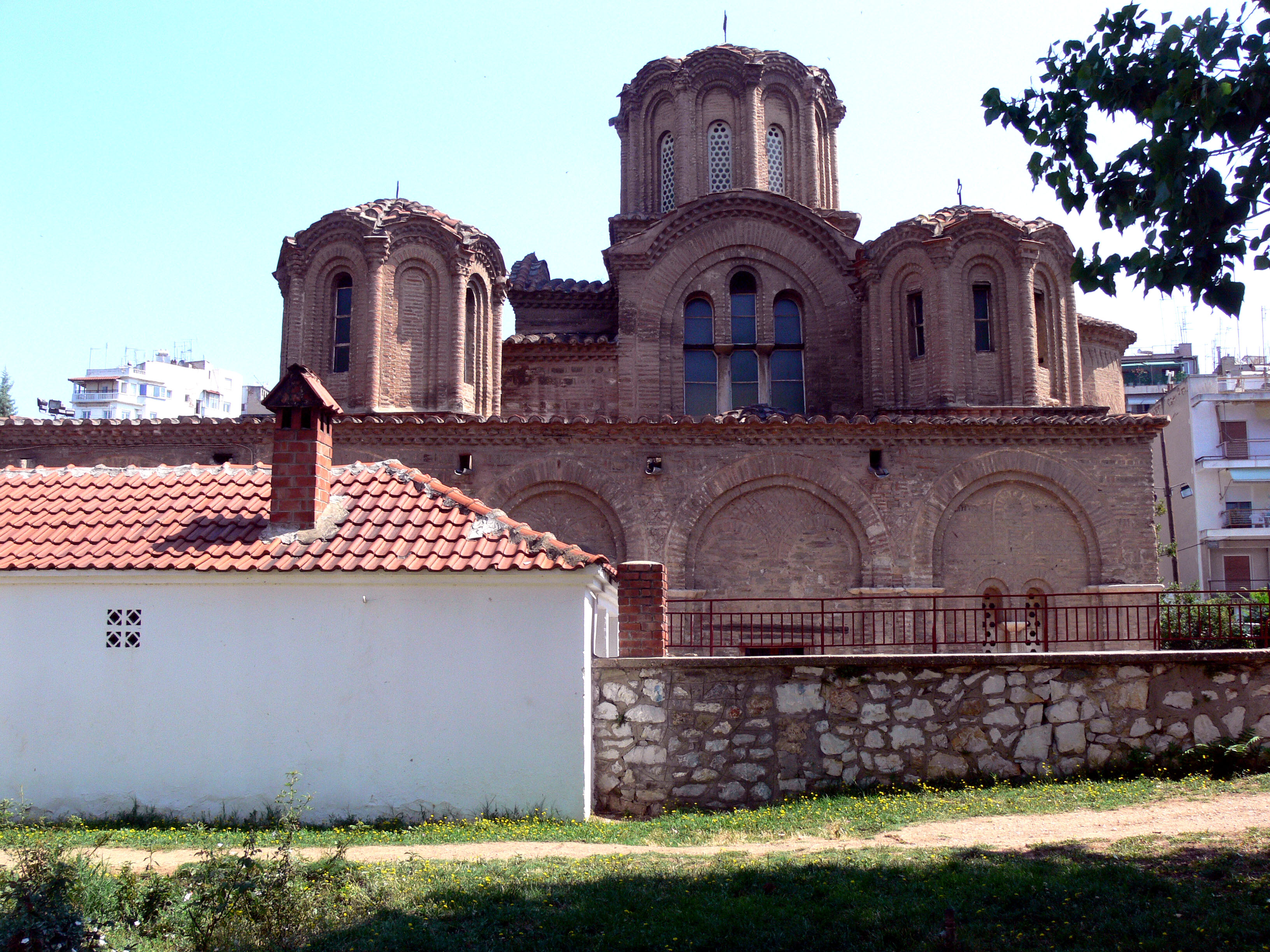
كنيسة القديسين الرسل
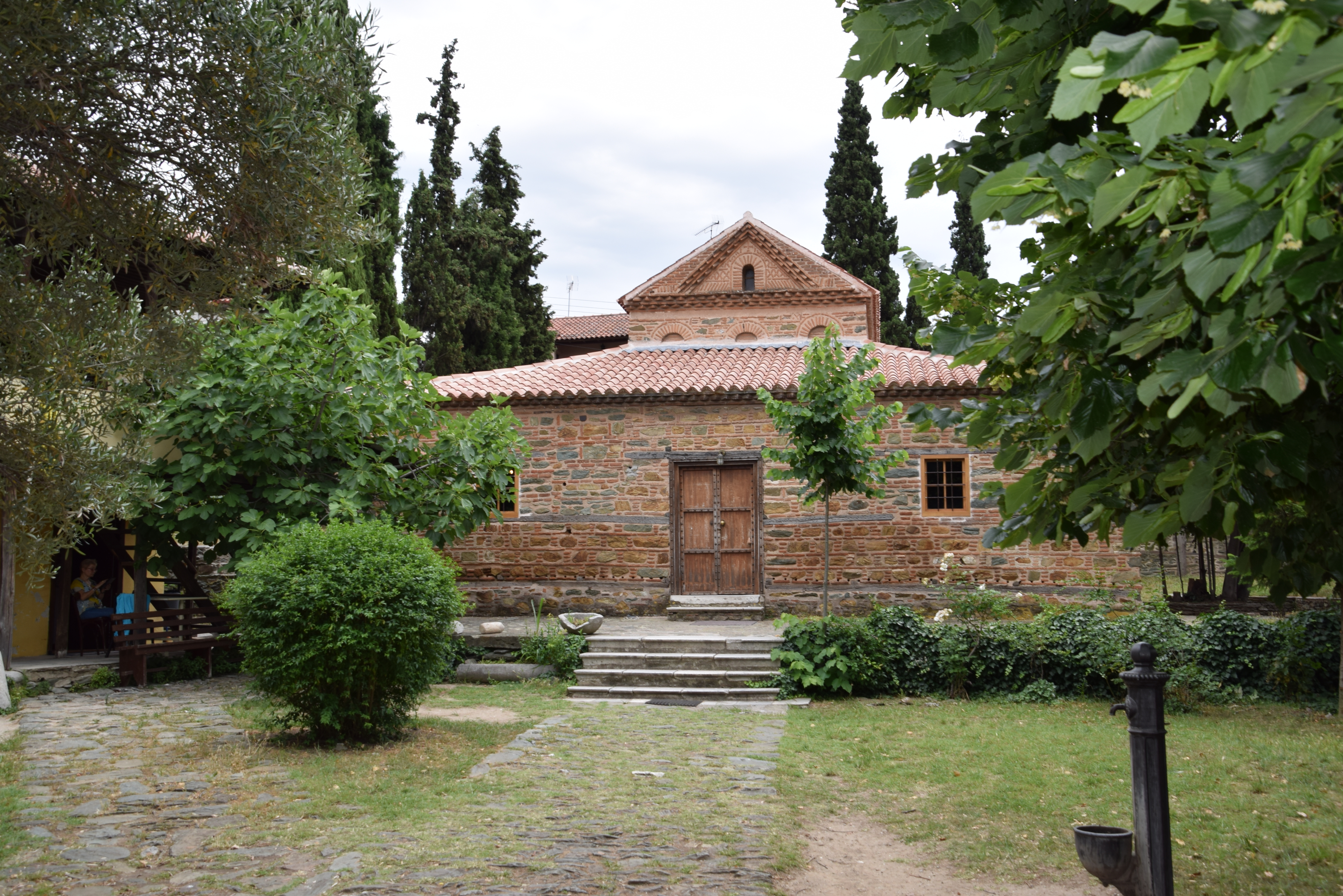
كنيسة القديس نيكولاس أورفانوس
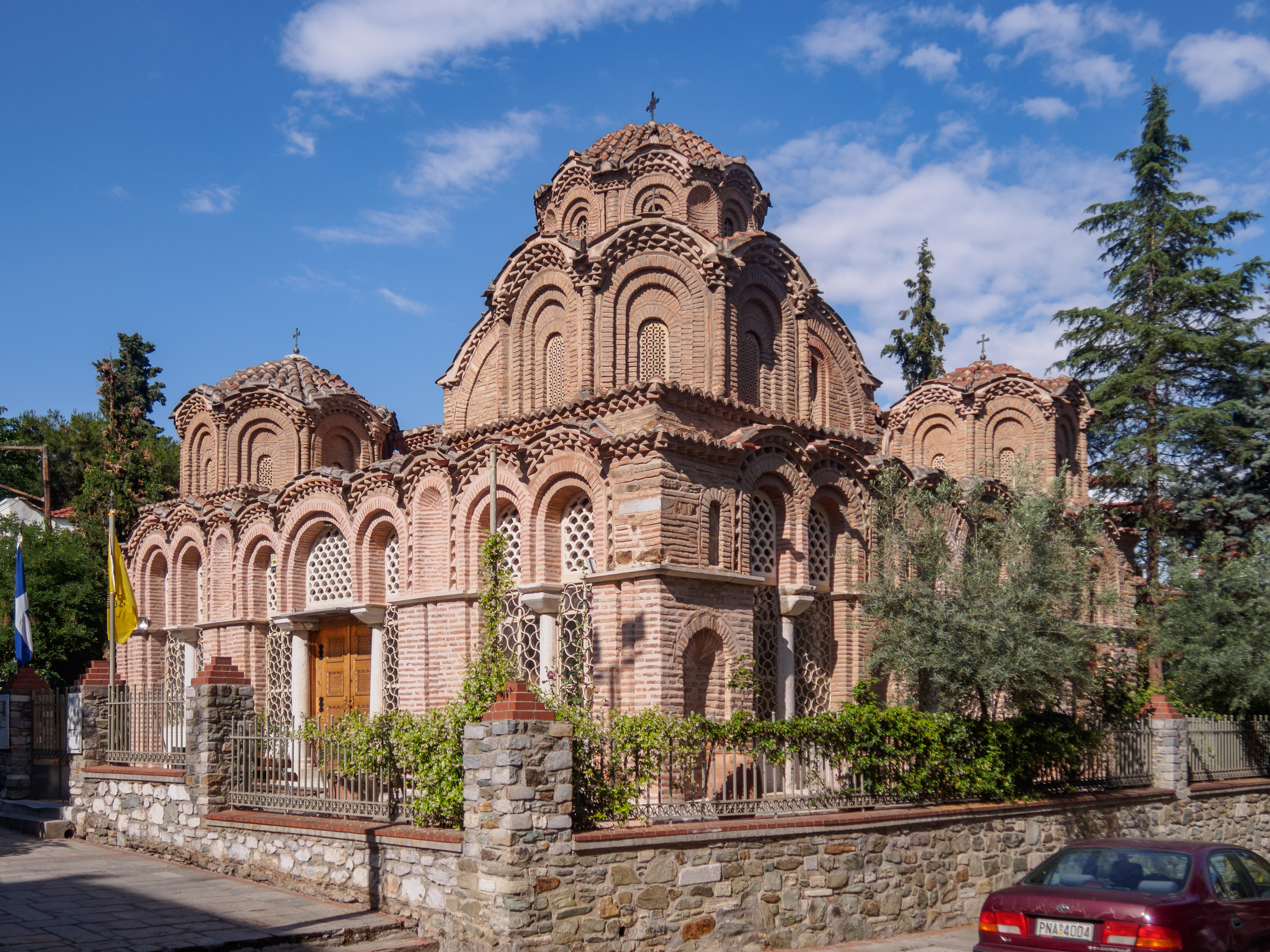
كنيسة سانت كاترين
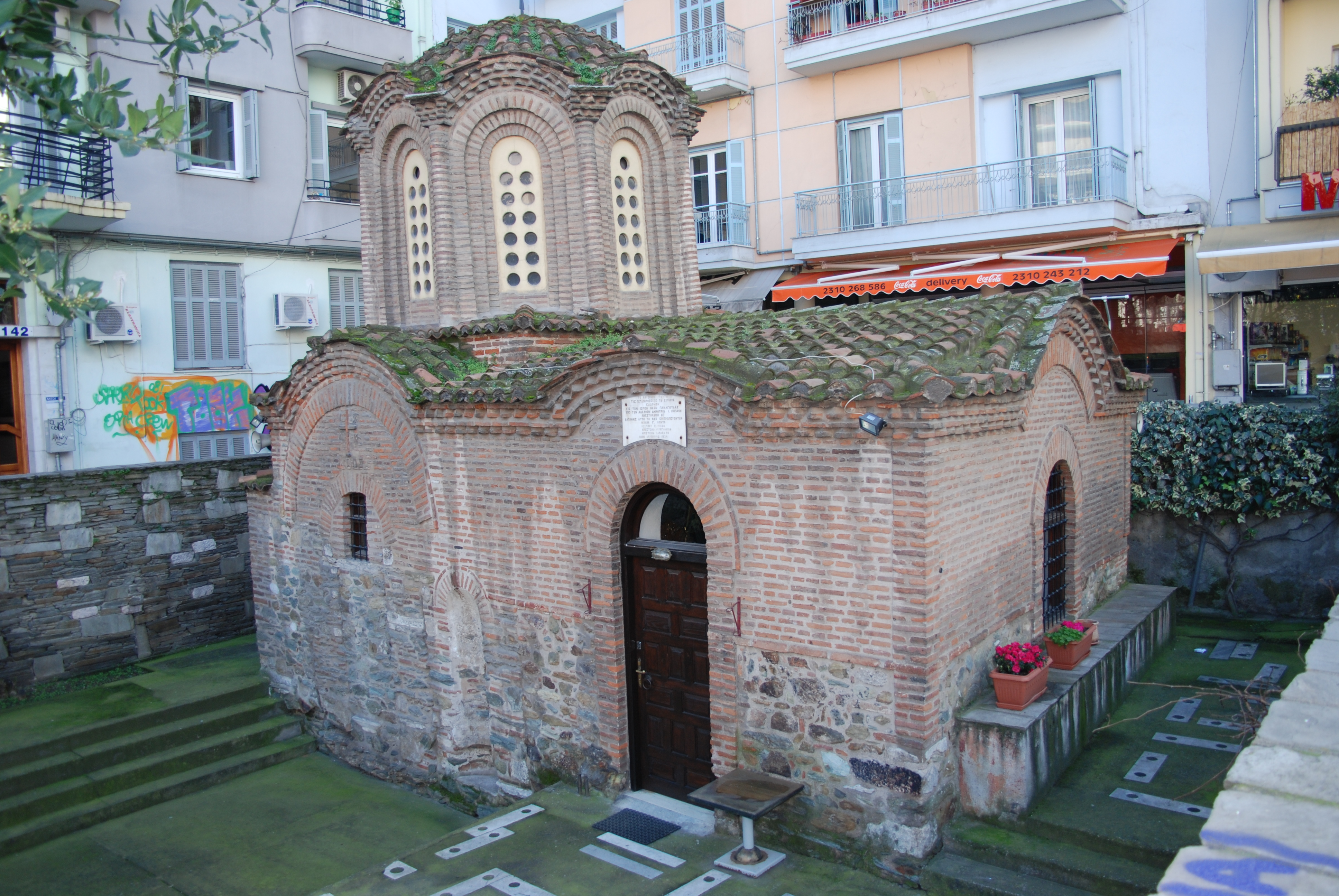
كنيسة المخلص، ثيسالونيكي
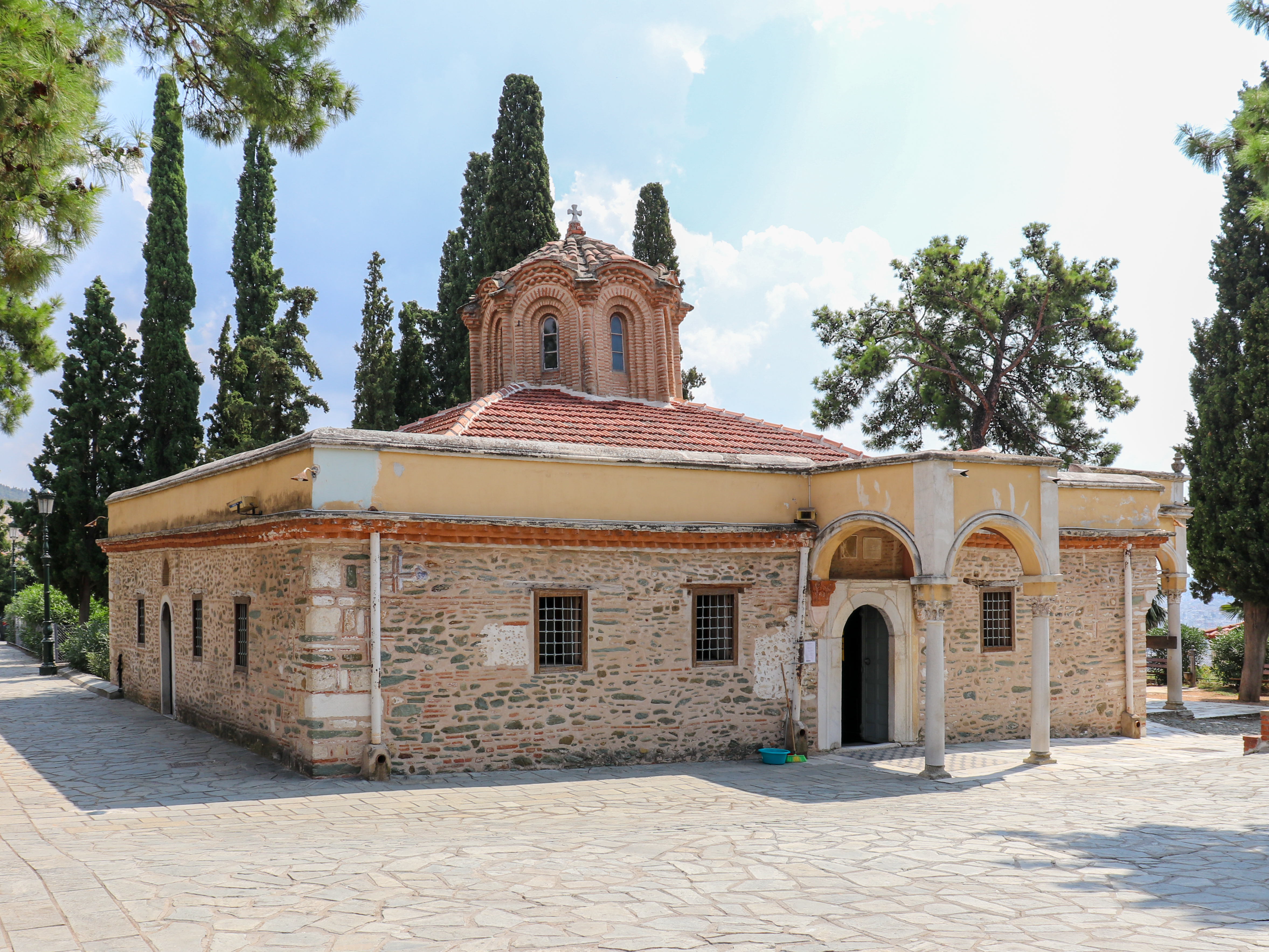
دير فلاتاديس
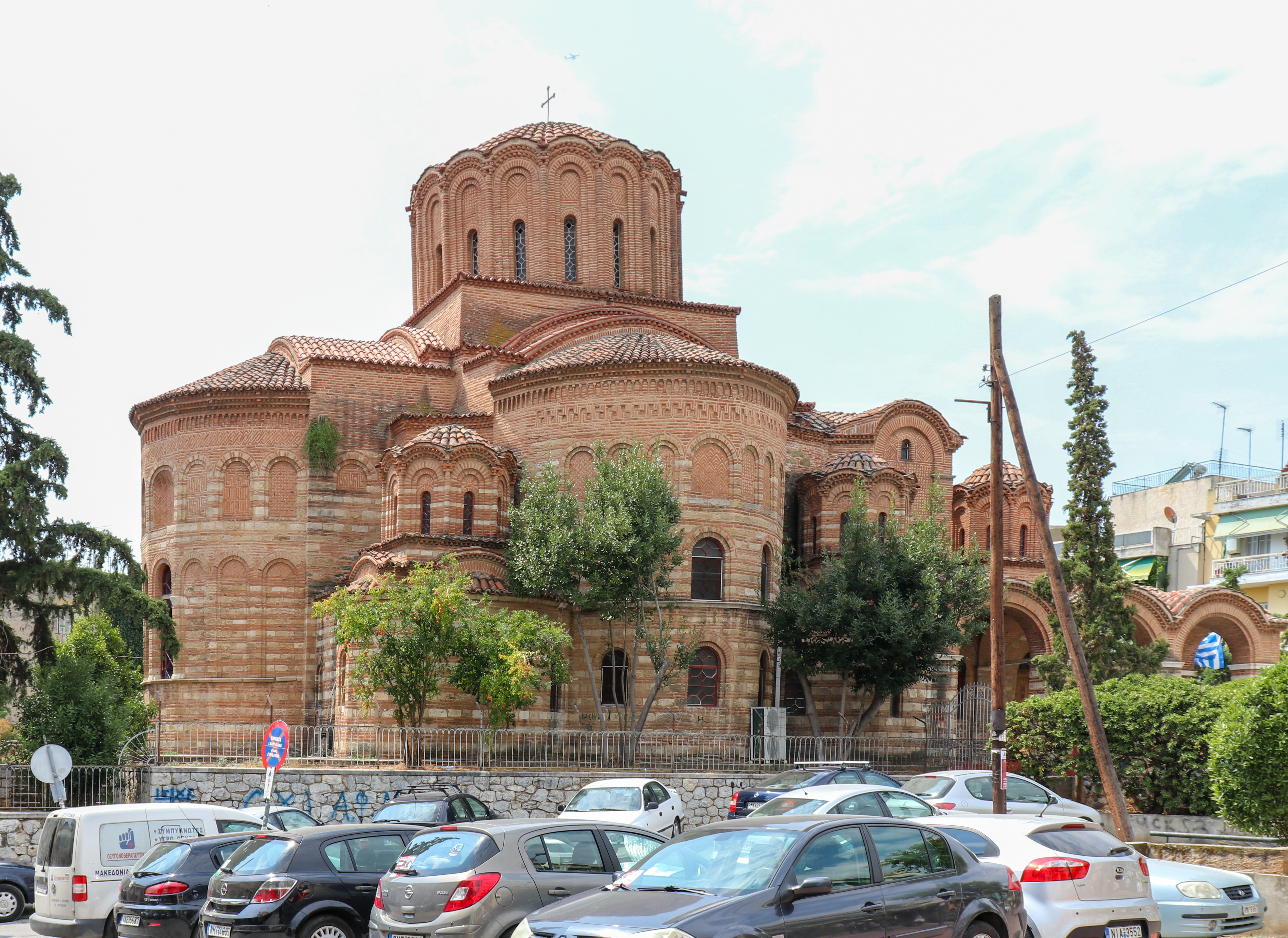
كنيسة النبي ايليا
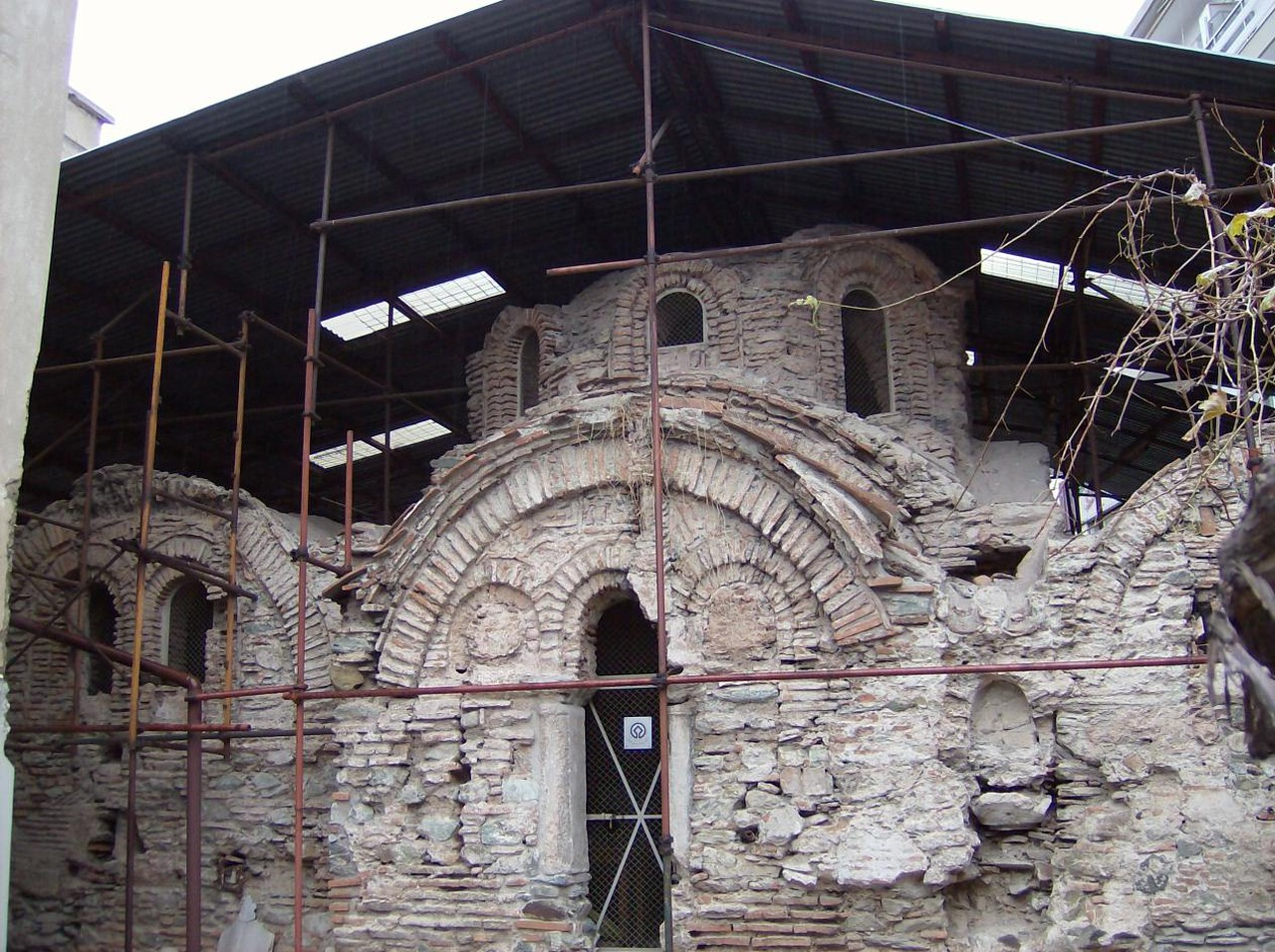
الحمام البيزنطي